# حزب الحضارة
حزب الحضارة كان حزب سياسي مصري تأسس سنة 2011 عقب ثورة 25 يناير قبل أن يندمج في حزب الوسط في مارس 2013. يصف الحزب نفسه بأنه وسطى سياسياً حيث «يأخذ من اليمين اقتصاديات السوق الحر، ويأخذ من اليسار العدالة المجتمعية». مثل الحزب نائبان في مجلس الشعب المصري 2011-2012 وهما محمد عبد المنعم الصاوي وحاتم عزام بعد أن خاض الحزب الانتخابات على قوائم التحالف الديمقراطي.
رشّح الحزب ممدوح قطب لانتخابات الرئاسة المصرية 2012. واستبعدته لجنة الانتخابات الرئاسية 2012 عندما «تبينة استقالة جميع أعضاء الهيئة البرلمانية للحزب من الحزب، احتجاجاً على ترشيحه».

## الأعضاء

### المؤسسون
من مؤسسي الحزب:
- حاتم عزام - وكيل مؤسسين وناشط بثورة 25 يناير
- محمد عبد المنعم الصاوي[1]
- عمرو حلمي (مصمم)[6]
- محمد ممدوح قطب
- عمرو عثمان (خبير استشارات إدارية)
- حاتم خاطر (أحد مؤسسي بنك الطعام)

وغيرهم

## وصلات خارجية
- عزام يتهم المخابرات وعمر سليمان باختراق حزب الحضارة على يوتيوب- يوتيوب صوت الشعب - 9 أبريل 2012